# Последний шанс (группа)
Последний шанс — советская и российская рок-группа. Основана в 1975 году.

## История
Была основана Владимиром Щукиным (вокал, гитара) и Александром Самойловым (вокал, перкуссия). По задумке основателей группы название «Последний шанс» означало, что выходить на сцену нужно так, как будто это твой последний шанс.
В 1976 году к группе присоединился Сергей Рыженко (вокал, скрипка). В 1976 — Владимир Леви. Режиссёром-постановщиком выступлений одно время был Евгений Харитонов. На 70-е приходится расцвет группы, многочисленные выступления и гастроли. Характерными для группы были акустическое звучание, написание песен на стихи известных поэтов (Чуковский, Сапгир, поэты Серебряного века), театрализация выступлений. Группа была также известна сочинением и исполнением детских песен на высоком профессиональном уровне (выступали в кинотеатре «Баррикады» перед сеансами мультфильмов, делали музыкальное сопровождение к радиопередаче «КОАПП», к детскому аудиожурналу «Колобок» и т. д.).
В 1979 году Владимир Щукин покинул группу и возникла череда новых гитаристов (в том числе А. Жабин и С. Воробьев). В 1980 году группу покинул Сергей Рыженко, а в 1981 году и Владимир Леви.
В 1990 году фирма «Мелодия» выпустила первую большую грампластинку группы под названием «Последний Шанс».
Александр Самойлов продолжил поддерживать группу в 90-е и 2000-е.

## Записи
- Передача «Третье ухо» 14.04.02 на Русском радио-2 (Сборник)
- Передача «Третье ухо» 04.08.02 на Русском радио-2 (Сборник)
- Ансамбль «Последний шанс» в д/к Красный текстильщик 08.10.90 г. Часть 1
- Ансамбль «Последний шанс» в д/к Красный текстильщик 08.10.90 г. Часть 2
- «Кисуня и крысуня», SoLyd Records, 1996
- «А за углом — кофейня», SoLyd Records, 1996
- «Unknown Bather», Germani, зап. 1991-93
- Антология рок-кабаре А_Дидурова 1. Раритеты Застоя и перестройки 1979—1989 (Сборник),Дидуров_А., 2001
- «Маленькие московские трагедии» (А.Бильжо и «Последний шанс»), Мистерия звука, 2001
- «Сон луны», 2015
- «ЕшЪтЕ», 2016

## Фильмография
- «Скоморохи» (1979)
- «Комета» (1983)